# Никологоры
Николого́ры — посёлок городского типа в Вязниковском районе Владимирской области России. Центр муниципального образования «Поселок Никологоры».
Население — 4950 чел. (2021).

## Топоним
Изначально назывался Погост у Николы на горах, Никологорский погост.

## География
Расположен в 12 километрах от железнодорожной станции Сеньково (на линии Ковров — Нижний Новгород), в 121 км от областного центра Владимира, до Нижнего Новгорода — 110 км, до Вязников — 15 км.

## История
В письменных источниках селение впервые упоминается в 1628 году в патриарших окладных книгах, где было записано о церкви великого чудотворца Николы на горах, то есть на высоком берегу. Она была построена в вотчине князя Фёдора Мстиславского в Ярополческой волости Погост у Николы на горах или Никологоры, так называли первые его жители.
Село росло и к концу XVII века стало крупным населённым пунктом, в котором, помимо других, получил развитие льнопрядильный промысел, для которого специально возводились отдельные избы.
С XVIII века два раза в год в селе проводились ярмарки. Первая льнопрядильная фабрика крестьянина Серина появилась в 1827 году, затем были созданы ручные полотняные фабрики В. Городова, М. Федянина, И. Зеленина, А. Зайцева, М. Балакина. Продукция их уходила в основном в Москву. Сохранившиеся по сей день в Никологорах церкви и колокольни построены не скупясь, с размахом, добротно. Для этого, по всей видимости, приглашались хорошие мастера строительного дела, знающие не просто толк в своём деле, но и приёмы московских зодчих, умеющие внести в сложившиеся традиции свои находки и талант.
До революции 1917 года село являлось центром Никологорской волости Вязниковского уезда.
Статус посёлка городского типа — с 1938 года.
С 1935 по 1963 год был районным центром Никологорского района.

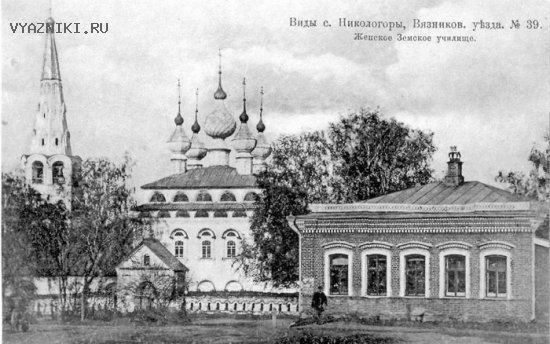
Никольский храм и колокольня, женское земское училище
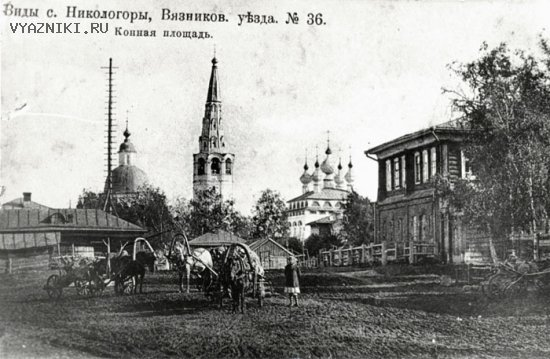
Конная площадь
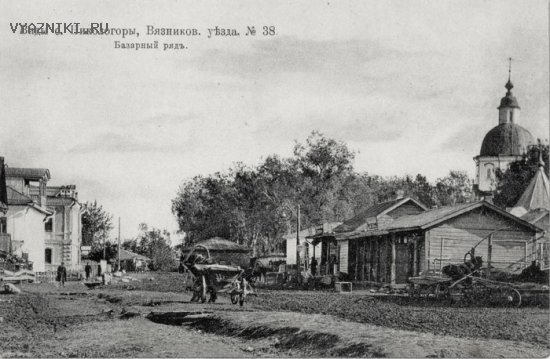
Базарный ряд, Христорождественская церковь
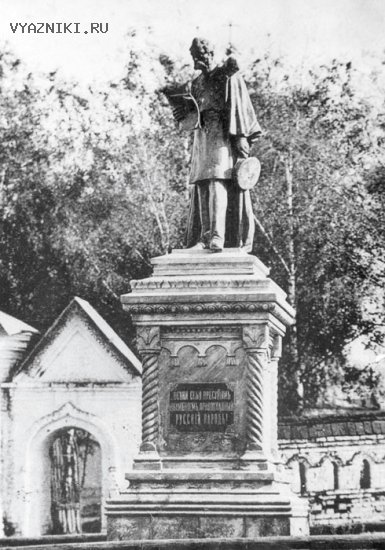
Памятник Александру II (уничтожен после 1917 года)

## Население
| 1859  | 1897  | 1905  | 1926  | 1939  | 1959  | 1970  | 1979  | 1989  |
| ----- | ----- | ----- | ----- | ----- | ----- | ----- | ----- | ----- |
| 811   | ↗1112 | ↗1286 | ↗1579 | ↗5248 | ↗7553 | ↘6862 | ↗7067 | ↘6782 |
| 2002  | 2009  | 2010  | 2011  | 2012  | 2013  | 2014  | 2015  | 2016  |
| ↘6390 | ↘6210 | ↘5486 | ↗5500 | ↘5406 | ↘5283 | ↘5215 | ↘5092 | ↘5056 |
| 2017  | 2018  | 2019  | 2020  | 2021  |       |       |       |       |
| ↘4977 | ↘4869 | ↘4696 | ↘4644 | ↗4950 |       |       |       |       |

## Известные уроженцы, жители
- Восторгов, Николай Евдокимович (21 ноября (3 декабря) 1875 — 1 февраля 1930) — священномученик.
- Скипетров, Павел Александрович — советский учёный, государственный и политический деятель. Доктор экономических наук, профессор.
- Тимофеев, Анатолий Георгиевич (род. 23 ноября 1941 года) — советский и российский тренер по лёгкой атлетике.

## Инфраструктура

### Экономика
- ООО «НРК» — крупнейший в России производитель фоторам, выпускаемых под брендом МИРАМ.
- ЗАО «Промцентр» (технические ткани);
- ОАО «Никологорская швейная фабрика» (швейные изделия);
- ООО «Клифф» (производство межкомнатных дверей под брендом «CLIFF»);
- «Никологорская мебельная мануфактура» (мебельная фабрика)

## Достопримечательности
Сохранились Никольская церковь (начало XVIII века) с колокольней конца XVII — начала XVIII веков, Христорождественская церковь (XVIII век) и Преображенская церковь (начало XIX века) с колокольней; ряд кирпичных купеческих домов XIX века.